# Angel & Khriz
Angel & Khriz zijn een Puerto Ricaans reggaetonduo bestaande uit Ángel Rivera Guzmán en Christian Colón. Ze werden in 2002 geïntroduceerd door Hector El Father, een van de grondleggers van het genre, op het album MVP, met het nummer Cazando Voy.

## Discografie

### Los MVP
In 2004 kwam het duo met een eerste album, Los MVP. Het werd geproduceerd door topproducenten zoals Luny Tunes, Nely "El Arma Secreta" en Noriega. Een van de bekendste nummers van dit album is Ven Báilalo. Het album kreeg van de RIAA de certificering Oro' (goud) nadat het album in de VS 100.000 keer over de toonbank was gegaan. In 2006 kwam er een speciale editie van het album uit.

### Showtime
Vier jaar na hun debuutalbum bracht het duo het album Showtime uit. Hierop werkten ze samen met onder anderen Zion, van het duo Zion y Lennox. Het album werd geproduceerd door onder anderen Nely "El Arma Secreta", Tainy en Walde "The Beat Maker". Showtime werd door fans en critici goed ontvangen; zo kreeg het album 4,5 ster van Allmusic. Het album haalde de top 10 van de Latin Billboard echter niet.

### The Takeover
Het derde reguliere album van het duo was getiteld The Takeover en zou verschijnen in de tweede week van oktober 2009. Het album was echter anno februari 2010 nog steeds niet verschenen.